# モーリス・グリーン (作曲家)
モーリス・グリーン（Maurice Greene, 1696年8月12日 – 1755年12月1日）は、イギリスの作曲家・オルガン奏者。
聖職者の子としてロンドンに生まれる。 ジェレマイア・クラークとチャールズ・キングのもと、セント・ポール大聖堂の少年聖歌隊員となる。リチャード・ブラインドの元でオルガンを学び、ブラインドの死後は大聖堂のオルガン奏者となった。
1727年にウィリアム・クロフトが亡くなると、王室礼拝堂のオルガン奏者となり、1730年にはケンブリッジ大学の音楽の教授となる。1735年からは英国王室楽長となった。